# Komitat Csík
Das Komitat Csík (deutsch selten auch Komitat Tschick; ungarisch Csík vármegye, rumänisch Comitatul Ciuc) war eine Verwaltungseinheit im äußersten Osten des Königreichs Ungarn. Verwaltungssitz war Csíkszereda.
Sein Gebiet liegt heute größtenteils im Kreis Harghita in Zentralrumänien.

## Geographie

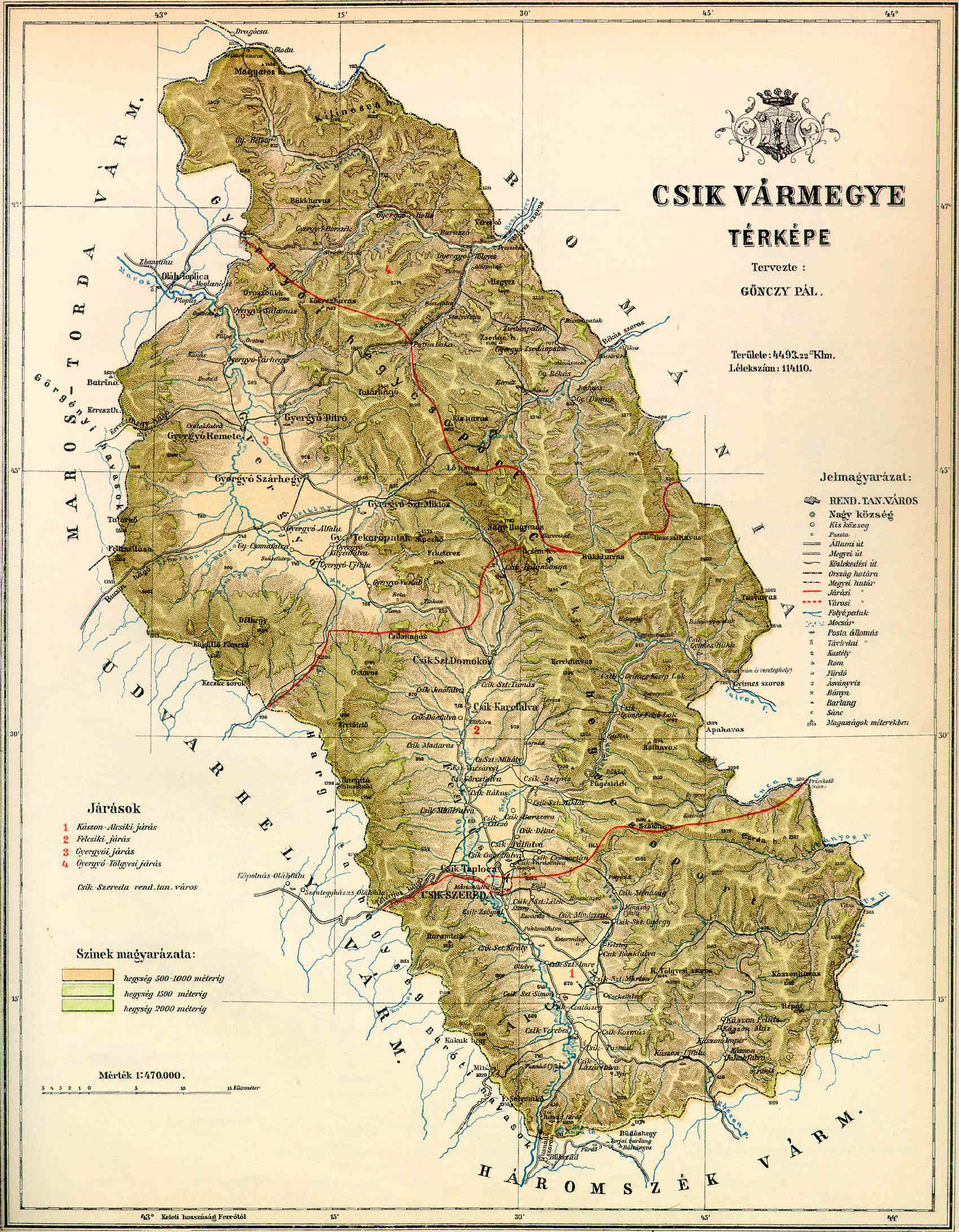
Karte des Komitats Csík um 1890

Das Komitat Csík grenzte an die Komitate Háromszék, Udvarhely, Maros-Torda, auf einem kurzen Stück im Nordwesten an Bistritz-Naszod (Beszterce-Naszód) und an Rumänien. Es umfasste 4493 km² gebirgiges Gelände mit zwei im Innern von der Maros (Mieresch) und dem Olt (Alt) durchströmten Tälern.
Das Komitat war von der Natur geprägt und galt als klimatisch rauestes siebenbürgisches Komitat. Es zählte 1881 110.940 Einwohner. Dort gediehen nur Kartoffeln, Roggen, Hafer und Flachs. Die ausgedehnten Wälder mit großem Wildbestand lieferten bedeutende Handelswaren, hauptsächlich Eichen-, Buchen- und Nadelholz.
Sitz des Komitats, das 65 Ortschaften aufwies, war Csíkszereda (heute rumänisch Miercurea Ciuc, lateinisch Sicoloburgum, deutsch Szeklerburg) an der Alt und am Fuß der Harghita. In Csíkszereda gab es ein altes Schloss. 1881 lebten in der Stadt, die Sitz eines Gerichtshofs war, 1.597 Einwohner. Bei Csíkszentdomokos (heute rumänisch Sândominic, 1881 lebten dort 3.318 Einwohner) befand sich ein Kupferbergwerk.

## Geschichte
Das Komitat Csík wurde durch die Komitatsreform im Jahre 1876, als die auch Verwaltungsstruktur Siebenbürgens geändert wurde, aus den drei Szeklerstühlen Csíkszék, Gyergyószék und Kászonszék des Szeklerlandes gebildet. 1920 wurde es dann durch den Vertrag von Trianon als Județul Ciuc Teil Rumäniens. Durch den Zweiten Wiener Schiedsspruch kam das Komitat 1940 für wenige Jahre erneut zu Ungarn. Heute liegt das Gebiet in den Kreisen Harghita, Neamț (kleiner Teil im Nordosten) und Bacău (kleiner Teil im Osten).

## Bezirksunterteilung

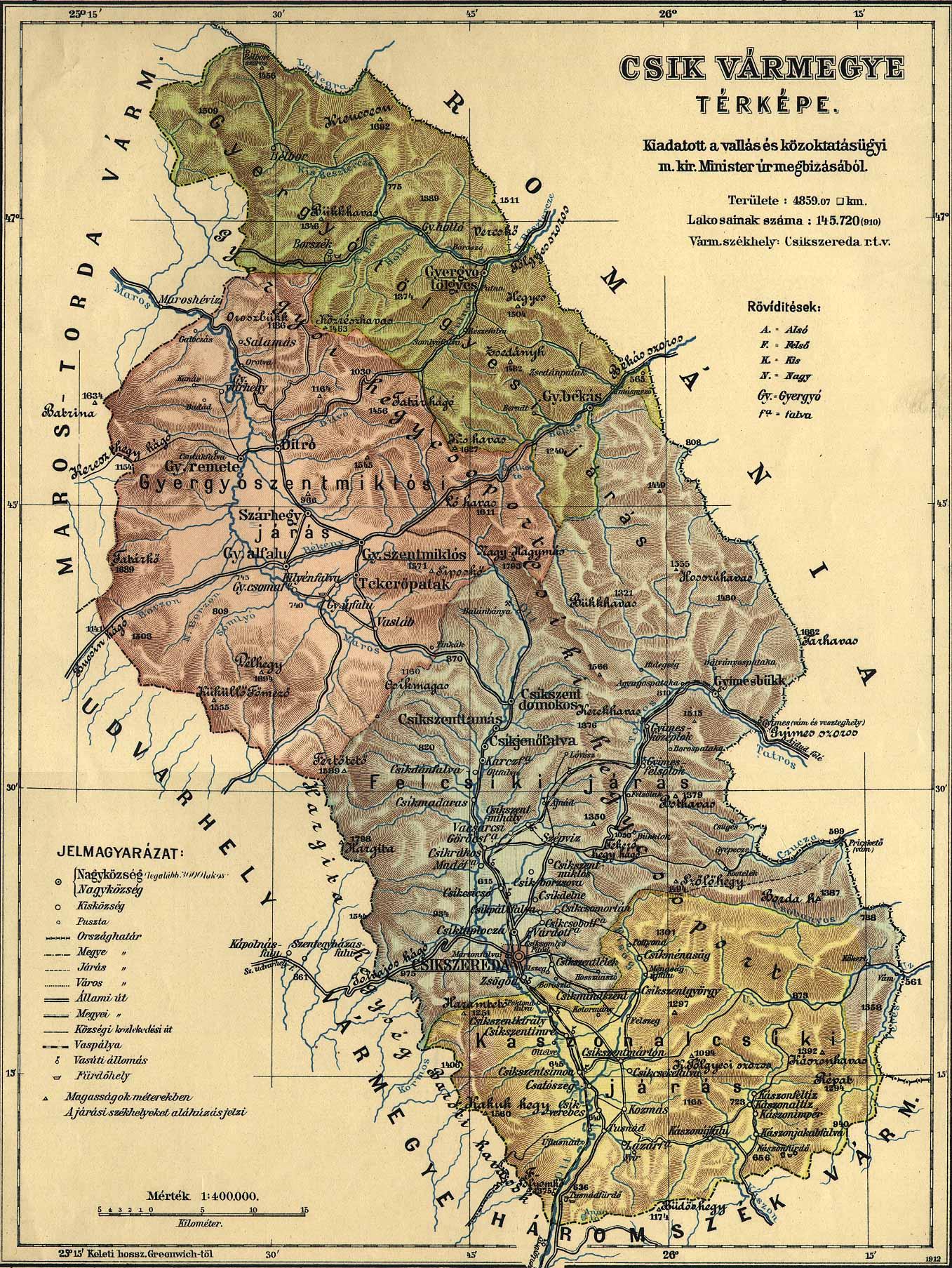
Administrative Karte

Das Komitat bestand im frühen 20. Jahrhundert aus folgenden Stuhlbezirken (nach dem Namen des Verwaltungssitzes benannt):
| Stuhlbezirke (járások)                   | Stuhlbezirke (járások)               |
| Stuhlbezirk                              | Verwaltungssitz                      |
| ---------------------------------------- | ------------------------------------ |
| Felcsík („Obercsík“)                     | Csíkszereda, heute Miercurea Ciuc    |
| Gyergyószentmiklós                       | Gyergyószentmiklós, heute Gheorgheni |
| Gyergyótölgyes                           | Gyergyótölgyes, heute Tulgheș        |
| Kászonalcsík („Kászon-Untercsík“)        | Csíkszentmárton, heute Sânmartin     |
| Szépvíz                                  | Szépvíz, heute Frumoasa              |
| Stadtbezirke (rendezett tanácsú városok) |                                      |
| Csíkszereda, heute Miercurea Ciuc        |                                      |
| Gyergyószentmiklós, heute Gheorgheni     |                                      |

Alle genannten Orte liegen im heutigen Rumänien.